# ديفيد فريدريك هيبورن
ديفيد فريدريك هيبورن هو طبيب وجراح كندي، ولد في 5 أغسطس 1958 في كندا.